# Aleksandr Szlapnikow

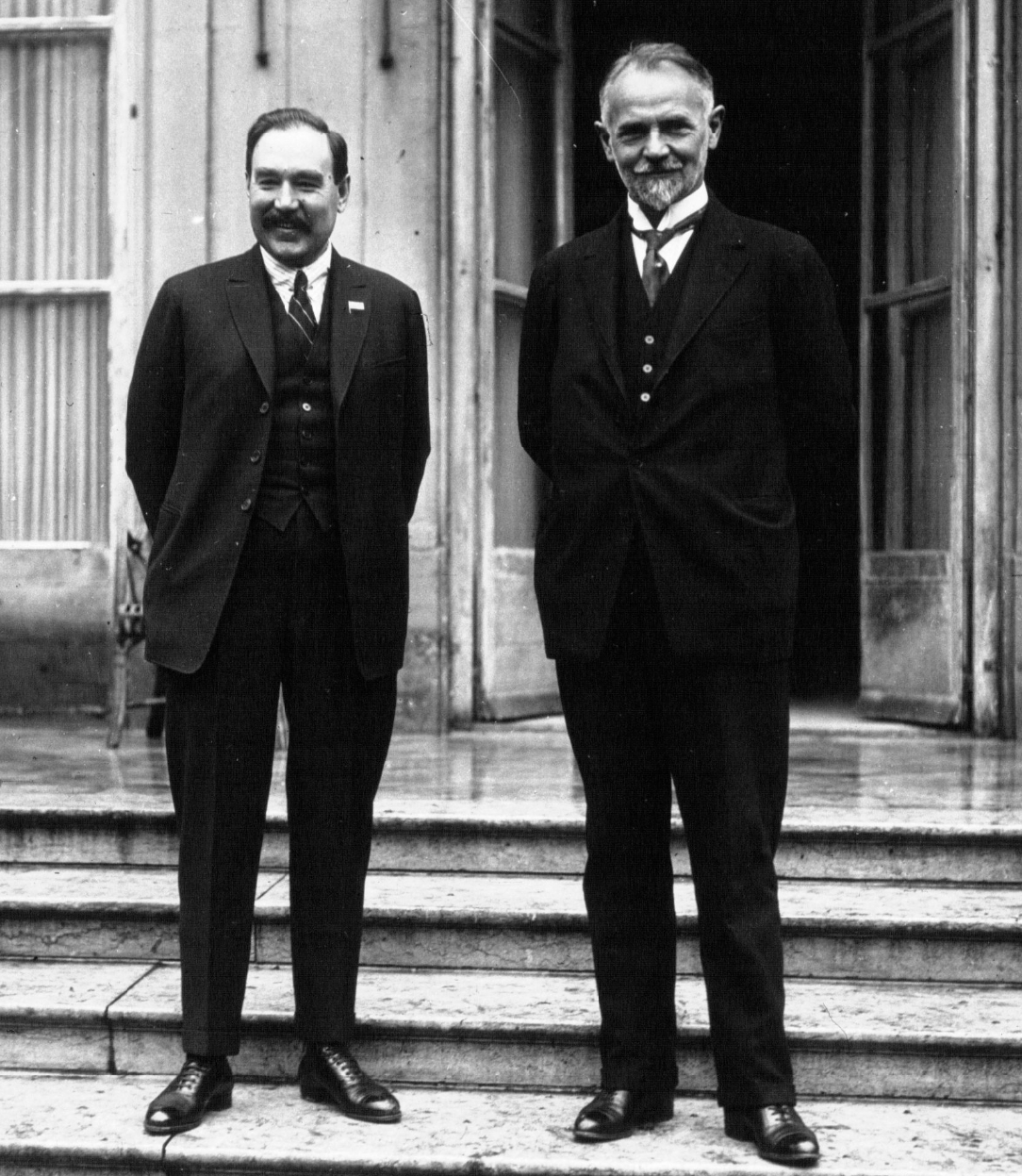
Aleksandr Szlapnikow i Leonid Krasin 1924

Aleksandr Gawriłowicz Szlapnikow, ros. Александр Гаврилович Шляпников (ur. 18 sierpnia?/30 sierpnia 1885 w Muromie, zm. 2 września 1937 w Moskwie) – rosyjski i radziecki działacz socjalistyczny, bolszewik, pierwszy komisarz ludowy pracy oraz handlu i przemysłu w utworzonej po rewolucji październikowej Radzie Komisarzy Ludowych.

## Życiorys
Pochodził w rodziny mieszczańskiej wyznania staroobrzędowego. Wcześniej stracił ojca. Ukończył trzy klasy miejskiej szkoły podstawowej w rodzinnym Muromie, po czym porzucił szkołę, by pomóc rodzinie finansowo; pracował jako robotnik niewykwalifikowany, od 1898 w fabryce. W 1901 wstąpił do Socjaldemokratycznej Partii Robotników Rosji, od 1903 należał do jej bolszewickiego skrzydła. W Rosji prowadził działalność agitacyjną, wziął udział w rewolucji 1905. Wielokrotnie aresztowany i więziony.
W 1908 emigrował do Szwajcarii, w Genewie poznał Lenina. Utrzymywał się z pracy w charakterze tokarza w różnych zakładach w Niemczech, Francji i Anglii, w 1909 wstąpił do Partii Socjalistycznej we Francji, działając nadal w emigracyjnych komórkach partii bolszewickiej, także jako publicysta. Jego światopogląd rozwijał się pod wpływem Aleksandry Kołłontaj.
Wrócił do Rosji w 1914, posługując się fałszywymi dokumentami. Na nowo podjął pracę w fabryce, równocześnie pracował przy publikacji prasy partyjnej. Jeszcze w tym samym roku, jako przekonany internacjonalista i przeciwnik wojny, ponownie wyjechał z kraju. Razem z Kołłontaj wspierał Lenina w jego działalności zagranicznej. Będąc jeszcze w Rosji przekazywał mu informacje o bieżącej sytuacji w Piotrogrodzie. Organizował przemyt bolszewickich publikacji do Rosji. W październiku 1916 przyjechał do Rosji ponownie. W czasie rewolucji lutowej był jedynym członkiem Komitetu Centralnego partii bolszewickiej, który działał na terenie kraju. Gdy w lutym 1917 w Piotrogrodzie rozpoczęły się manifestacje i zamieszki, określił je jako wystąpienia na tle ekonomicznym (głodowym), bez postulatów politycznych.
Był członkiem grupy inicjatywnej, która powołała do życia Piotrogrodzką Radę Delegatów Robotniczych i Żołnierskich, następnie wszedł do jej komitetu wykonawczego. Działał na rzecz ponownie organizacji rosyjskich związków zawodowych, brał udział w I i II Zjeździe Rad.
2 marca 1917, razem z Mołotowem i Załuckim, wszedł w skład Biura powołanego przez Komitet Piotrogrodzki bolszewików. Biuro to wydało 5 marca pierwszy po wznowieniu numer pisma Prawda, a 10 marca utworzyło Komitet Wojskowy, zajmujący się propagandą wśród stacjonujących w Petersburgu żołnierzy. Przewodził mu Nikołaj Podwojski. Od ścisłego kierownictwa partii został odsunięty, gdy w drugiej połowie miesiąca do stolicy Rosji wrócili starsi stażem działacze bolszewiccy – Józef Stalin, Lew Kamieniew i Matwiej Muranow.
Po rewolucji październikowej wszedł w skład Rady Komisarzy Ludowych jako komisarz pracy, a następnie także handlu i przemysłu (na stanowisku tym zastąpił Wiktora Nogina). Opowiadał się za dopuszczeniem do Rady Komisarzy Ludowych przedstawicieli innych partii socjalistycznych. Gdy propozycja ta spotkała się ze zdecydowanym sprzeciwem Lenina i Trockiego, podał się do dymisji, która nie została przyjęta.
W 1918 wszedł do Rady Rewolucyjno-Wojskowej Frontu Południowego, następnie był przewodniczącym analogicznego organu Frontu Kaspijsko-Kaukaskiego i członkiem Rady Rewolucyjno-Wojskowej 16 Armii Frontu Zachodniego.
Wystąpił przeciwko koncepcji militaryzacji pracy wysuwanej przez Lwa Trockiego, brał udział w dyskusji o roli związków zawodowych w państwie rządzonym przez bolszewików. Razem z Aleksandrą Kołłontaj przewodził Opozycji Robotniczej, domagając się oddania kontroli nad gospodarką państwa w ręce związków zawodowych, a nie partii. Jego poglądy zostały poddane ostrej krytyce przez Lenina na X zjeździe partii. W 1923 Szlapnikow ponownie wystąpił z publiczną krytyką polityki partii w kwestiach gospodarczych, jak również nierespektowania zasad demokracji robotniczej oraz demokracji wewnątrzorganizacyjnej. W rezultacie został usunięty z piastowanych stanowisk i skierowany do Francji jako dyplomata. W latach 1924–25 był radcą poselstwa ZSRR, w roku 1925 chargé d’affaires w miejsce Chrystiana Rakowskiego.
Po powrocie do ZSRR w 1925, pod naciskiem Politbiura, zapowiedział, że nie będzie więcej prowadził „działalności frakcyjnej”. Do 1929 był przewodniczącym zarządu spółki „Mietałłoimport”, publikował kolejne tomy swoich wspomnień. W latach 1932–1933 był członkiem prezydium państwowej komisji planowania przy Radzie Gospodarczej RFSRR.
W 1933 został usunięty z partii, zaś w 1934 zesłany do Karelii. Rok później został skazany na pięć lat pozbawienia wolności za działalność w szeregach Opozycji Robotniczej. Karę zamieniono mu na zsyłkę do Astrachania. W okresie „wielkiej czystki”, 2 września 1936 został aresztowany przez NKWD. 2 września 1937 skazany na śmierć przez Kolegium Wojskowe Sądu Najwyższego ZSRR z zarzutu o „kontrrewolucyjną działalność  terrorystyczną”. Stracony tego samego dnia. Skremowany w krematorium na Cmentarzu Dońskim i tam pochowany anonimowo.
Zrehabilitowany 31 stycznia 1963 postanowieniem Kolegium Wojskowego SN ZSRR.